# Трамбле, Мишель
Мише́ль Тра́мбле (фр. Michel Tremblay; род. 25 июня 1942, Монреаль) — франко-канадский драматург и прозаик. Помимо пьес и романов, его перу также принадлежат либретто мюзиклов, переводы и адаптации американских и других зарубежных авторов, сценарии фильмов и тексты песен. Рыцарь Национального ордена Квебека и офицер ордена Искусств и литературы Франции.

## Детство и юность
Трамбле родился в 1942 году в Монреале (Квебек). Детство его прошло в районе Плато Мон-Руаяль, где в те годы жили преимущественно представители рабочего класса, говорившие на диалекте жуаль. Раннее детство Мишеля пришлось на годы Второй мировой войны, поэтому семейное окружение мальчика состояло в основном из женщин. Впоследствии, впечатления детства найдут отражение в произведениях Трамбле.
В возрасте 13 лет, благодаря своей матери, он познакомился с произведениями Габриэль Руа, которые произвели на него неизгладимое впечатление.
В 1959 году Трамбле поступает в монреальский Институт художественной графики, по окончании которого несколько лет работает наборщиком (1963—1966).

## Творчество

### Пьесы
Свою первую пьесу, Поезд (фр. Le train) Мишель Трамбле пишет в 1959 году. В 1964 году пьеса получает первый приз на конкурсе для молодых авторов, объявленном Первым каналом Радио-Канада. Le train был поставлен в Театре Де Ля Пляс Виль-Мари (фр. Théâtre de la Place Ville-Marie), где спектакль шел с 1965 по 1968 год.
В 1968 году Трамбле получил государственный грант для путешествия в Мексику и написал фантастический роман La cité dans l’oeuf и монопьесу La duchesse de Langeais.
4 марта 1968 года состоялось публичное чтение пьесы Невестки (фр. Les belles-soeurs, 1965), а 28 августа того же года в монреальском театре «Зелёный занавес» (фр. Théâtre du Rideau Vert) состоялась её премьера в постановке режиссёра Андре Брассара, который впоследствии поставил практически все драматические произведения Мишеля Трамбле. Постановка вызвала неоднозначную реакцию, так как нарушила несколько квебекских театральных традиций: впервые со сцены зазвучал жуаль, а в центре сюжета оказалась жизнь женщин из пролетарской среды. Кроме того, пьеса содержала критику общественной морали, которая в Квебеке середины 20-го века полностью диктовалась католической церковью. Пьеса Невестки стала самой популярной пьесой Трамбле (выдержала наибольшее количество постановок), а в 2010 году состоялась премьера её музыкальной версии (композитор — Даниэль Беланже).
Впоследствии Трамбле пишет такие пьесы как À toi, pour toujours, ta Marie-Lou («Твоя навеки, Мари-Лу» — 1971; пьеса получила награду Chalmers award); Damnée Manon, Sacrée Sandra (1977); Albertine en cinq temps (1984); La maison suspendue (1990); Messe solonnelle pour une pleine lune d'été (1996); Encore un peu si vous le permettez (1998) и L'état des lieux (1998).
Пьесы Трамбле переводились на иностранные языки. Особым успехом пользовались версии пьесы Невестки на шотландском языке (The Guid-Sisters, 1991), на идише (Di Shvegerius, 1992) и на итальянском (Le cognate, 1994).
Как драматург, Мишель Трамбле внес свой вклад в развитие квебекского музыкального театра. Помимо пьесы Невестки, мюзиклом стала и его пьеса Святая Кармен с Ля Мэн (фр. Sainte Carmen de la Main): мюзикл Даниэля Беланже Le chante de Sainte Carmen de la Main был поставлен в Квебеке в 2013 году. В 1990 в Квебеке состоялась премьера оперы Неллиган, написанной композитором Андре Ганьоном на либретто Мишеля Трамбле. Опера повествовала о жизни квебекского поэта Эмиля Неллигана. В 2005 году постановка оперы была возобновлена.

### Беллетристика
В 1966 году Трамбле пишет свой первый роман Contes pour buveurs attardés. После этого он активно работает над драматическими произведениями и возвращается к беллетристике только в середине 1970-х годов. Среди произведений Трамбле особое место занимает цикл из 6-ти романов Хроники Плато Мон-Руаяль (фр. Chroniques du Plateau-Mont-Royal): La grosse femme d'à côté est enceinte (1978), Thérèse et Pierrette à l'école des Saints-Anges (1980), La Duchesse et le roturier (1982), Des nouvelles d'Édouard (1984), Le premier quartier de la lune (1989), Un objet de beauté (1997). В этих романах Трамбле возвращается к темам, проблемам и героям собственных пьес.
Два тома полуавтобиографических рассказов, Les vues animées и Douze coups de théâtre появились в 1990 и 1992 г. За ними последовали Le coeur éclaté (1993), Un ange cornu avec des ailes en tôle (1995), Quarante quatre minutes quarante quatre secondes (1997), Un objet de beauté (1997), Hôtel Bristol (1999) и L’homme qui entendait siffler une bouilloire (2001). Позже были написаны Bonbons assortis (2002), Le trou dans le mur (2006) и La traversée du continent (2007) — рассказ писателя о своей матери и о её длинном путешествии поездом из Саскачевана в Квебек.
В 2005 году Трамбле завершает ещё один цикл романов, Записные книжки (фр. Cahiers). Эти романы (Le Cahier noir, Le Cahier rouge, Le Cahier bleu) посвящены переменам в квебекском обществе в связи с «тихой революцией» 1960-х.

### Сценарии
Трамбле также является автором или соавтором киносценариев, в частности для таких фильмов, как Françoise Durocher, Waitress (1972), Il était une fois dans l’Est (1973), Parlez-nous d’amour (1976), Le soleil se lève en retard (1977) и C’ta ton tour Laura Cadieux (1998). В 2001 году Трамбле написал сценарий для 13-серийной телевизионной экранизации своего романа Le cœur découvert.

## Особенности творчества
Творчество Трамбле являлось частью либерально-националистической мысли, которая в эпоху «тихой революции» способствовала повышению национального самосознания в квебекском обществе. Новаторство Трамбле-драматурга заключается в том, что он вывел на квебекскую сцену новые темы, новых героев и новый язык (жуаль), все то, что до него считалось «низким» и недостойным сцены.
В своих произведениях Трамбле отводит особую роль женщинам. По мнению Трамбле, квебекское общество матриархально, и именно женщинам Квебек обязан сохранением французского языка (долго остававшегося «языком для домашнего общения»). Героини Трамбле обычно обладают сильным характером, но при этом их внутренний мир населен демонами, с которыми идет постоянная борьба.
Мишель Трамбле никогда не скрывал своей гомосексуальности и главные герои многих его произведений — гомосексуалисты (романы La Duchesse et le Roturier, La nuit des princes charmants, Le Coeur découvert, Le Coeur éclaté, пьесы Hosanna, La duchesse de Langeais, Fragments de mensonges inutiles).
Драматургия Трамбле, в целом реалистическая, содержит элементы условности, характерные для пост-модернизма (хор, сцены воспоминаний, нарушающие хронологию событий).

## Политические взгляды
Трамбле придерживался идей квебекского национализма и был одним из идейных вдохновителей движения за отделение Квебека, несмотря на то, что, из художественных принципов, избегал политических тем и высказываний в своем творчестве. В середине 2000-х годов Трамбле отказывается от идеи сепаратизма и начинает придерживаться более умеренных взглядов.

## Награды
За своё творчество Мишель Трамбле был награждён многими призами и наградами, среди них — приз Victor-Morin (1974), 8 премий в области канадской драматургии им. Чалмерса, 4 почётных доктората, награда лейтенант-губернатора Онтарио (1976, 1977) и награда Генерал-губернатора Канады (1999). В 1984 Трамбле стал кавалером, а в 1991 — офицером ордена Искусств и литературы Франции, а также рыцарем Национального ордена Квебека.